# Bồ Đề tổ sư
Bồ Đề tổ sư (chữ Hán: 菩提祖师), là một nhân vật hư cấu xuất hiện trong tiểu thuyết Tây du ký của Ngô Thừa Ân. Đạo tràng của ông tọa lạc tại Tà Nguyệt Tam Tinh động trên Linh Đài Phương Thốn sơn thuộc Tây Ngưu Hạ Châu. Ông được miêu tả là một vị Đại giác Kim tiên, tuổi thọ ngang trời đất.
Bồ Đề tổ sư có rất nhiều đồ đệ. Ông từng truyền cho người tiều phu dưới chân núi bài thơ Mãn Đình Phương. Khi tiều phu ngâm bài thơ này đã thu hút Mỹ Hầu vương đang trên đường bái sư học đạo. Sau khi lên núi bái sư, Mỹ Hầu vương được Bồ Đề tổ sư thu nhận làm đồ đệ, đặt tên là Tôn Ngộ Không. Ông đã truyền dạy cho y các phép thuật cao siêu như 72 phép Địa sát và Cân đẩu vân. Tuy nhiên, do Tôn Ngộ Không khoe khoang tài nghệ trước mặt các sư huynh đệ, Bồ Đề tổ sư đã đuổi y về Hoa Quả sơn.
Bồ Đề tổ sư là một nhân vật vừa mang yếu tố Phật giáo, vừa mang yếu tố Đạo giáo, tinh thông vạn pháp, đạo hạnh thâm sâu. Tuy nhiên, ông lại ẩn mình nơi rừng núi, vui sống cùng chim muông và tiều phu, không giao du với các thần tiên trong trời đất, thể hiện tính cách cô ngạo, lạnh lùng, ẩn dật và không tranh với đời. Điều này cũng bộc lộ sự đa dạng trong tư tưởng mà nhân vật Bồ Đề tổ sư đại diện, đồng thời phản ánh tinh thần ẩn giấu tài năng và giữ gìn sự khiêm nhường của bậc đại đạo sĩ.

## Tiểu sử nhân vật

### Thân thế
Bồ Đề tổ sư xuất hiện lần đầu trong hồi thứ nhất "Gốc thiêng ấp ủ nguồn rộng chảy, Tâm tính sửa sang đạo lớn sinh" của tiểu thuyết Tây du ký của Ngô Thừa Ân sáng tác. Đạo tràng của ông tọa lạc tại Tà Nguyệt Tam Tinh động trên Linh Đài Phương Thốn sơn thuộc Tây Ngưu Hạ Châu. Bồ Đề tổ sư mang dáng vẻ tiên phong đạo cốt, với hình tượng được mô tả trong sách như sau:

Kim tiên đại giác sạch ghê, 

Phương Tây diệu tướng Bồ Đề tổ sư. 

Không sinh diệt, đức cao xa, 

Thần tròn khí vẹn rất là từ bi. 

Chân như bản tính an vi. 

Tự nhiên không tịch, tùy nghi biến dời. 

Trang nghiêm thọ sánh đất trời, 

Pháp sư muôn kiếp sáng ngời là đây.
Bồ Đề tổ sư giảng pháp, truyền đạo tại đạo tràng của mình, môn đồ đông đảo. Chỉ riêng những người được ở lại bên cạnh tu hành cũng đã có ba mươi bốn người. Các đệ tử của ông đều được đặt pháp danh theo thứ tự mười hai chữ "Quảng, Đại, Trí, Huệ, Chân, Như, Tính, Hải, Duệ, Ngộ, Viên, Giác". Khi Tôn Ngộ Không bái sư học đạo, ông được xếp vào hàng chữ "Ngộ", đứng thứ mười.

### Tôn Ngộ Không bái sư

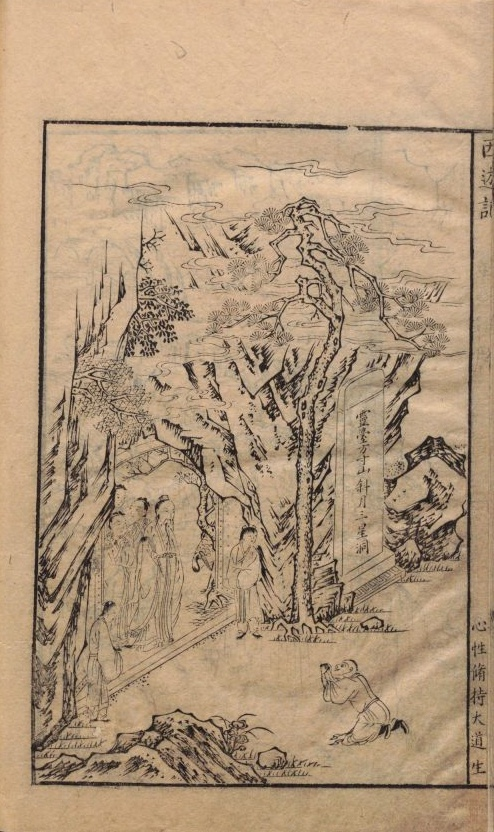
Bồ Đề tổ sư thu nạp Tôn Ngộ Không làm đệ tử. Tấm bia bên cạnh Tôn Ngộ Không ghi "Linh Đài Phương Thốn sơn, Tà Nguyệt Tam Tinh động".

Bồ Đề tổ sư giảng pháp và truyền đạo tại Tà Nguyệt Tam Tinh động. Ông có vô số đệ tử theo học, nhưng vẫn quan tâm đến chúng sinh nơi hồng trần. Một lần, Bồ Đề tổ sư thấy người tiều phu dưới núi phải lao động vất vả, cuộc sống đầy phiền muộn, nên đã truyền cho ông bài thơ Mãn Đình Phương để giúp giải tỏa tâm tư, xua tan mệt nhọc.
Một ngày nọ, khi người tiều phu đang ngâm Mãn Đình Phương, tiếng thơ đã lọt vào tai Mỹ Hầu vương, kẻ đang trên đường bái sư học đạo. Tò mò và cảm nhận được sự kỳ diệu trong lời thơ, Mỹ Hầu vương bèn nhờ người tiều phu chỉ đường và tìm đến đạo tràng của Bồ Đề tổ sư. Khi ấy, Bồ Đề tổ sư đang giảng đạo trong động. Ông cảm nhận được Mỹ Hầu vương – một kẻ mang thiên bẩm đặc biệt – đang tìm đến học đạo, nên sai đồng tử ra ngoài đón tiếp. Thấy Mỹ Hầu vương là một con khỉ đá được sinh ra từ trời đất, Bồ Đề tổ sư đặt cho y họ Tôn và tên Ngộ Không, dựa theo chữ "Ngộ" trong thứ tự chữ đệ tử của mình.
Sau khi thu nhận Tôn Ngộ Không làm tiểu đồ đệ, Bồ Đề tổ sư yêu cầu y học trước những lễ nghi cơ bản như quét dọn, ứng xử, tiến thoái và giao tiếp để rèn luyện tính cách và sự kiên nhẫn, trước khi truyền dạy những pháp thuật cao siêu. Sau khi truyền thụ cho Tôn Ngộ Không nhiều phép thuật như 72 phép Địa sát và Cân đẩu vân, sách không còn nhắc đến Bồ Đề tổ sư nữa. Khác với các thần, Phật, tiên thánh khác, Bồ Đề tổ sư giống như một thượng tiên ẩn thế. Dù có pháp lực vô biên, thần thông quảng đại, ông vẫn chọn ẩn cư nơi rừng núi, hòa mình với những tiều phu, dân dã. Ông không truy cầu danh vọng, không xuất hiện trong tam giới, thể hiện một phần cô ngạo, độc lập, và khác biệt với những bậc thần tiên khác.
Bồ Đề tổ sư là hình mẫu của một "thế ngoại cao nhân" thực thụ: cao thượng, thoát tục, không bị trói buộc bởi thế gian hay nhuốm bẩn bởi trần tục. Tuy ở ngoài thế gian, ông vẫn thấu hiểu và dung hòa cả cái bất bình của thế giới. Chính hình tượng và khí chất này đã biến ông thành hóa thân của những ẩn sĩ nhân gian, một bậc đại ẩn với phẩm chất cao nhã, thanh thoát, không màng thế sự.

### Truyền thụ diệu pháp
Sau khi Tôn Ngộ Không ở Tà Nguyệt Tam Tinh động làm tạp dịch được sáu, bảy năm, một ngày kia, Bồ Đề tổ sư đăng đàn giảng về đại đạo. Lời giảng của ông khi thì nói về đạo pháp, khi thì bàn về thiền ý, đến mức trời đất cũng xuất hiện dị tượng: thiên hoa loạn trụy, địa dũng kim liên, sấm sét vang rền chín tầng trời, hiện ra cảnh tượng huyền diệu vô cùng. Tôn Ngộ Không khi nghe đến chỗ tinh diệu thì không kiềm chế được, gãi đầu gãi tai, tay múa chân nhảy, thể hiện sự hưng phấn và thích thú tột cùng. Bồ Đề tổ sư thấy vậy, liền quyết định truyền thụ cho y một môn pháp thuật. Ông lần lượt giới thiệu bốn loại pháp môn:
- Thuật môn chi đạo – phép tránh hung tìm cát, bảo hộ bản thân.
- Lưu môn chi đạo – phép thỉnh chân triệu thánh, giao cảm với thần linh.
- Tĩnh môn chi đạo – phép nhập định tọa quan, thiền định tu luyện tâm tính.
- Động môn chi đạo – phép luyện đan phục dược, dùng ngoại vật để trường sinh.

Tuy nhiên, Tôn Ngộ Không chỉ một lòng cầu đạo trường sinh bất lão, nên không lựa chọn bất kỳ pháp môn nào trong số đó. Để thử thách trí tuệ và ngộ tính của Tôn Ngộ Không, Bồ Đề tổ sư bèn giả vờ nổi giận, cầm cây thước gõ ba cái lên đầu y rồi quay người đi vào nội thất, khép chặt cửa giữa. Hành động này thực ra là một ẩn ý: Tổ Sư ngầm ám chỉ rằng đến canh ba, Tôn Ngộ Không phải tìm cách vào từ cửa sau để được bí truyền pháp thuật. Tôn Ngộ Không lĩnh hội ý tứ, đúng giờ Tý (canh ba) lẻn vào hậu viện và quỳ trước giường của Bồ Đề tổ sư. Nhìn thấy sự nhanh nhạy của Tôn Ngộ Không, Bồ Đề tổ sư trong lòng vui mừng, liền truyền dạy cho y pháp thuật Hiển Mật Viên Thông Chân Diệu Quyết, một phép bí truyền vô cùng tinh diệu giúp y đạt đến trường sinh bất lão và có thể thực hiện các biến hóa huyền diệu.
Ba năm sau, Bồ Đề tổ sư một lần nữa đăng đàn giảng pháp. Lúc này, ông nhận thấy Tôn Ngộ Không đã lĩnh hội được căn nguyên, thần thức đã nhập vào thân thể, có thể tiếp tục truyền thụ pháp môn cao siêu hơn. Bồ Đề tổ sư liền nói với Tôn Ngộ Không rằng khi tu luyện trường sinh bất lão, cứ năm trăm năm sẽ gặp phải "Tam Tai" gồm: Lôi tai (雷灾), Âm hỏa (阴火), Bí phong (赑风). Nếu vượt qua được ba kiếp nạn này thì tuổi thọ có thể sánh ngang trời đất. Nếu không, sẽ phải tuyệt mệnh ngay lập tức. Để giúp Tôn Ngộ Không đối phó với Tam Tai, Bồ Đề tổ sư đã truyền dạy cho y phép "Địa Sát Thất Thập Nhị Biến". Đây là phép thuật biến hóa 72 hai hình dạng khác nhau, giúp ẩn thân, hóa giải tai kiếp và thoát khỏi nguy hiểm.
Không lâu sau, Bồ Đề tổ sư lại phát hiện Tôn Ngộ Không chỉ biết thuật vong vân, nhưng còn thiếu khả năng bay lượn linh hoạt. Quan sát tư thế hành pháp của y, ông liền truyền thêm cho Tôn Ngộ Không phép "Cân Đẩu Vân". Đây là thuật đằng vân vô cùng lợi hại: chỉ cần bấm quyết và niệm chú, một cái lộn nhào đã có thể đi được 10 vạn 8 nghìn dặm trong chớp mắt.

### Trục xuất sư môn
Một ngày nọ, mùa xuân qua, mùa hạ tới, Tôn Ngộ Không vì ham thích thể hiện bản lĩnh đã khoe khoang pháp thuật trước mặt các sư huynh đệ. Tiếng ồn ào đã kinh động đến Bồ Đề tổ sư. Bồ Đề tổ sư liền khiển trách Tôn Ngộ Không. Sau đó, ông trục xuất Tôn Ngộ Không khỏi sư môn, lệnh y quay về Hoa Quả Sơn. Trước khi đuổi đi, ông nghiêm khắc căn dặn:
Ngươi từ bây giờ, định sinh bất lương, dù cho ngươi có hành hung, gây tai họa như thế nào, cũng không được nói là đệ tử của ta.

## Phân tích hình tượng

### Vai trò nhân vật
Bồ Đề tổ sư là một nhân vật bí ẩn trong Tây du ký. Tuy sở hữu tu vi thâm sâu và pháp lực phi thường, nhưng ông lại chọn cách ẩn mình nơi hoang dã. Nơi ở của ông, dù là những tiều phu hay ngư dân bình thường cũng có thể tìm đến và ông có rất nhiều môn đồ theo học. Tuy nhiên, trong toàn bộ Tây du ký, không một vị thần tiên nào từng nhắc đến Bồ Đề tổ sư hay kỹ năng của ông, điều này chứng minh rằng ông sống một cuộc đời ẩn dật và khiêm nhường, tránh xa mọi sự chú ý. Ông chọn cư ngụ tại vùng hẻo lánh ở Tây Ngưu Hạ Châu, sống giữa chim muông, tiều phu, tránh xa thần tiên và quan trường tam giới, thể hiện tính cách cô ngạo, không màng danh lợi. Bồ Đề tổ sư che giấu tài năng, sống tự tại và thanh tịnh, thể hiện sự nội liễm và phong thái thoát tục, không bị ràng buộc bởi danh vọng hay phồn hoa.
Bồ Đề tổ sư được biết đến với tư cách là người thầy đầu tiên và có ảnh hưởng lớn nhất đến Tôn Ngộ Không. Ông là người khai sáng và truyền dạy pháp thuật, giúp Tôn Ngộ Không "thoát thai hoán cốt" và trở thành một bậc đại tiên với sức mạnh phi thường. Tuy nhiên, sau khi truyền dạy toàn bộ pháp thuật, Bồ Đề tổ sư liền ẩn mình, không để lại dấu vết và không xuất hiện thêm lần nào cho đến khi hành trình thỉnh kinh kết thúc. Sự tồn tại của Bồ Đề tổ sư không chỉ đóng vai trò hỗ trợ hoàn thiện nội dung chính của Tây du ký, mà còn được xem là "mắt xích" quan trọng của tác phẩm. Nếu không có Bồ Đề tổ sư, Tôn Ngộ Không sẽ không thể đạt được khả năng siêu phàm, Đường Tăng sẽ không thể thỉnh kinh và Tây du ký sẽ không trở thành một tác phẩm thần ma kinh điển. Qua lời nói và hành động của nhân vật này, tác giả Ngô Thừa Ân đã tuyên truyền tư tưởng Phật giáo, nhấn mạnh rằng chỉ có phương pháp tu hành của nhà Phật mới dẫn đến quả vị chính đạo.
Tên gọi "Ngộ Không" mà Bồ Đề tổ sư đặt cho Tôn Ngộ Không phản ánh ý nghĩa sâu xa: chỉ khi thấu hiểu và giác ngộ từ thế giới đại thiên, chúng sinh muôn hình vạn trạng, mới có thể đạt đến trạng thái "không", tức giải thoát. Vì vậy, Bồ Đề tổ sư truyền dạy cho Tôn Ngộ Không các pháp thuật như 72 phép Địa sát và Cân Đẩu Vân, thậm chí sử dụng một nắm lông để diễn hóa các hình thức sự sống, nhằm giúp y cảm nhận đủ mọi gian khổ của cuộc đời trước khi hướng tới sự siêu thoát.

### Phật – Đạo hòa hợp
Trước khi Bồ Đề Tổ Sư xuất hiện, người tiều phu dưới núi đã kể rằng ông là một vị thần tiên từ bi. Trong bài Mãn Đình Phương mà ông truyền cho tiều phu, có nhắc đến Hoàng đình kinh và các khái niệm "phi tiên tức đạo" (非仙即道), đều thuộc về tư tưởng Đạo giáo. Khi chính thức xuất hiện, những tiểu đồng đi theo ông cũng mang phong thái của Đạo gia. Trong quá trình truyền dạy Tôn Ngộ Không, Bồ Đề Tổ Sư giới thiệu bốn pháp môn: Thuật, Lưu, Tĩnh, Động, đều là các pháp tu luyện trong Đạo giáo.
Tuy nhiên, các tình tiết về việc truyền pháp lại lấy cảm hứng từ câu chuyện Lục tổ Huệ Năng cầu đạo trong Thiền tông Phật giáo, trong đó, việc Bồ Đề Tổ Sư trục xuất Tôn Ngộ Không cũng tương tự như việc Ngũ tổ Hoằng Nhẫn thúc giục Huệ Năng rời đi sau khi truyền pháp. Trong lúc truyền dạy Hiển Mật Viên Thông Chân Diệu Quyết cho Tôn Ngộ Không, Bồ Đề Tổ Sư sử dụng tư tưởng Phật giáo ở phần đầu, sau đó lại nhấn mạnh phương pháp tính mệnh song tu của Đạo giáo. Khi giảng đạo, ông vừa thể hiện ánh sáng Phật giáo qua hình ảnh "thiên hoa loạn trụy, địa dũng kim liên", vừa mang màu sắc của Đạo giáo với triết lý "tính mệnh song tu". Đồng thời, phong thái của ông còn phản ánh tư tưởng ẩn sĩ với tinh thần không vướng bận vinh nhục, hòa hợp với tự nhiên để kéo dài sinh mệnh.

### Ấn phẩm
- Phan Quân (1962). Tây-du-ký bình-khảo. Sài Gòn: Nhà sách Khai-trí.
- Trần Lê Bảo (1998). "Lại bàn về mẫu đề thần thoại trong "Tây du ký"". Tạp chí Văn hóa dân gian. Quyển 4 số 64. Hà Nội: Viện nghiên cứu Văn hóa dân gian, Viện Hàn lâm Khoa học xã hội Việt Nam.

### Trực tuyến
- Nguyễn Giang (ngày 27 tháng 6 năm 2024). "Bồ Đề Sư Tổ mạnh đến mức nào?". Báo điện tử Dân Việt. Trung ương Hội Nông dân Việt Nam. Truy cập ngày 19 tháng 12 năm 2024.
- Nguyễn Minh Anh (ngày 21 tháng 5 năm 2019). "Tây Du Ký: Tại sao Bồ Đề Tổ Sư lại đuổi Tôn Ngộ Không ra khỏi đạo quán". Tạp chí điện tử Người đưa tin. Hội Luật gia Việt Nam. Truy cập ngày 19 tháng 12 năm 2024.
- Minh Hạnh (ngày 22 tháng 11 năm 2021). "Tây Du Ký: Lai lịch bí ẩn của Bồ Đề Tổ Sư - người đã dạy cho Tôn Ngộ Không 72 phép biến hoá". Tạp chí Đời sống và Pháp luật. Đời sống & Pháp luật. Truy cập ngày 19 tháng 12 năm 2024.
- Quốc Tiệp (ngày 18 tháng 9 năm 2024). "Bí ẩn đằng sau phép Cân Đẩu Vân của Tôn Ngộ Không". Tạp chí điện tử Người đưa tin. Hội Luật gia Việt Nam. Truy cập ngày 19 tháng 12 năm 2024.
- Quốc Tiệp (ngày 23 tháng 11 năm 2024). "Tây Du Ký: Bí ẩn về điều cuối cùng Bồ Đề Tổ Sư dạy cho Tôn Ngộ Không". Tạp chí điện tử Người đưa tin. Hội Luật gia Việt Nam. Truy cập ngày 19 tháng 12 năm 2024.